# Хамраев, Наджим Рахимович
Наджим Рахимович Хамраев (узб. Najim Rahimovich Hamroyev; 10 января 1933, Бухарская область — 17 апреля 2016, Ташкент) — советский, узбекский хозяйственный, государственный и политический деятель, Герой Социалистического Труда, доктор технических наук, профессор, член-корреспондент ВАСХНИЛ (1983), академик Узбекской академии сельскохозяйственных наук.

## Биография
Родился в 1933 году в Бухарской области. Член КПСС.
С 1957 года — на хозяйственной, общественной и политической работе. В 1957—2016 гг. — инженер отдела производственно-технической документации треста «Узбекгидроэнергострой», на ХишрауГЭС, главный инженер, начальник ГЭС, старший референт управления делами Совета Министров Узбекской ССР, заместитель председателя Бухарского облисполкома, начальник управления строительства Аму-Бухарского оросительного канала, начальник Главного управления водохозяйственного строительства УзССР, начальник Главного Среднеазиатского управления по ирригации и строительству совхозов Минводхоза СССР, заведующий отделом прогнозирования развития водохозяйственного комплекса Совета по изучению производительных сил Академии наук Узбекской ССР, первый заместитель председателя Госкомводстроя Узбекской ССР, директор Института водных проблем АН Республики Узбекистан, генеральный директор Узбекского научно-производственного центра сельского хозяйства, главный научный сотрудник Института водных проблем АН Республики Узбекистан.
Указом Президиума Верховного Совета СССР от 13 марта 1981 года присвоено звание Героя Социалистического Труда с вручением ордена Ленина и золотой медали «Серп и Молот».
Избирался депутатом Верховного Совета Узбекской ССР 7-го, 8-го, 9-го, 10-го, 11-го созывов.
Жил в Ташкенте. Скончался в 17 апреля 2016 года.